# Cysticercoid
Als Cysticercoid bezeichnet man das auftretende infektiöse zweite Larvenstadium bei Bandwürmern der Familien Anoplocephala, Davaneidae, Dipylidae und Hymenolepidiae. Das Cysticercoid entsteht im Zwischenwirt aus der Hakenlarve. Es besteht aus einem vorderen Bläschen, in welches der unreife Scolex zurückgezogen, aber nicht invaginiert ist. Das Hinterende des Cysticercoids ist schwanzartig ausgezogen und trägt Haken. Cysticercoide treten vor allem bei Bandwurmarten auf, bei denen Insekten der erste Zwischenwirt sind. Im Darm des Endwirts wird der Scolex freigesetzt und wächst zum adulten Bandwurm aus.